# El vergonzoso
L'homme honteux
L'eau-forte El vergonzoso (en français L'homme honteux) est une gravure de la série Los caprichos du peintre espagnol Francisco de Goya. Elle porte le numéro 54 dans la série des 80 gravures. Elle a été publiée en 1799.

## Interprétations de la gravure
Il existe divers manuscrits contemporains qui expliquent les planches des Caprichos. Celui qui se trouve au Musée du Prado est considéré comme un autographe de Goya, mais semble plutôt chercher à dissimuler et à trouver un sens moralisateur qui masque le sens plus risqué pour l'auteur. Deux autres, celui qui appartient à Ayala et celui qui se trouve à la Bibliothèque nationale, soulignent la signification plus décapante des planches.
- Explication de cette gravure dans le manuscrit du Musée du Prado :
Hay hombres cuya cara es lo más indecente de todo su cuerpo y sería bien que, los que las tienen tan desgraciada y ridícula, se la metieran en los calzones.
(Il y a des hommes dont la face est la partie la plus indécente de leur corps et il serait bien que ceux qui l'ont si laide et ridicule, se la mette dans les caleçons)[2].
- Manuscrit de Ayala :
Los sodomitas suelen tenes las vergüenzas como puños. Hay hombres cuya cara es lo más indecente de todo su cuerpo y sería bien la metieran, lo mismo que éste, en sus calzones.
(Les sodomites ont d'habitude les parties honteuses comme des poings. Il y a des hommes dont la face est la partie la plus indécente de leur corps et il serait bien qu'ils la mettent, comme celui-ci, dans ses caleçons)[2].
- Manuscrit de la Bibliothèque nationale :
Los hombres de grandes narices suelen ser también de gran birote y gordas gandumbas[3]. Como suelen dar en sodomías, se representa éste con calzones por gorro, descubriendo sus vergüenzas[4] por la trampa[5], y en el acto de echarse sobre un pobre diablo y de remangarse la faldamenta[6]. 
(Les hommes au grand nez ont d'habitude un grand pénis et de gros testicules. Comme ils ont l'habitude de la sodomie, on représente celui-ci avec les caleçons comme béret, découvrant ses testicules par la braguette, dans l'action de se jeter sur un pauvre diable et de lui retrousser la jupe)[2].

L'homme au nez ressemblant à un phallus a un caleçon sur la tête. La foule se moque de lui mais il mange la soupe qu'on lui donne.

## Technique de la gravure

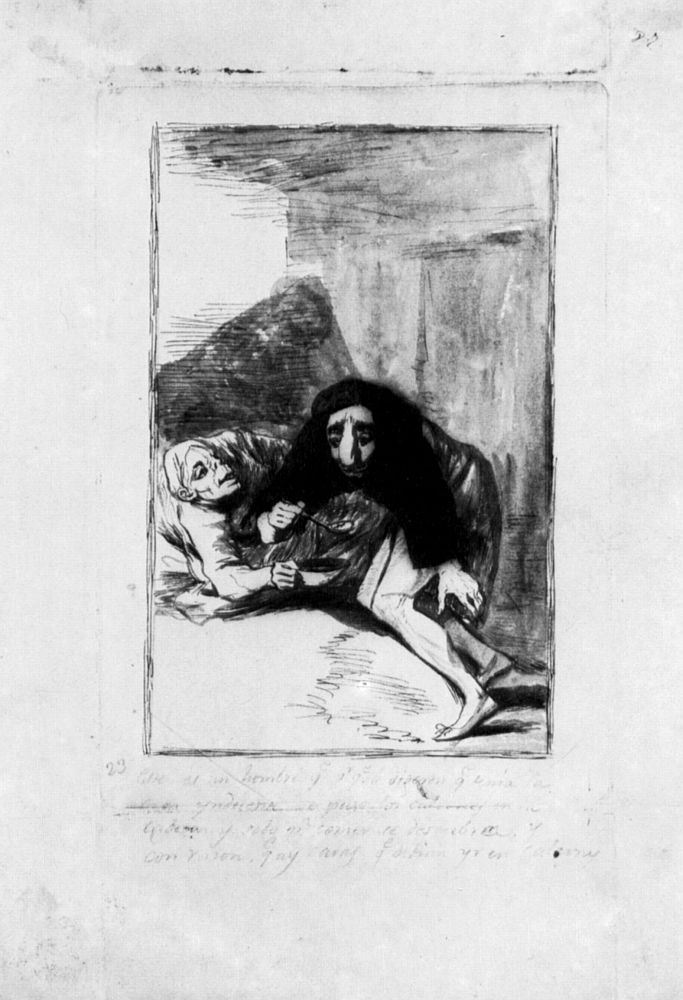
Dessin préparatoire.

L'estampe mesure 214 × 150 mm sur une feuille de papier de 306 × 201 mm.
Goya a utilisé l'eau-forte et l'aquatinte.
Le dessin préparatoire est à la sanguine. Dans la marge supérieure est écrit au crayon « 23[?] ». Dans le coin supérieur droit est écrit à l'encre « 82 ». Dans la marge inférieure est écrit au crayon « Este es un hombre qe. pr qe. le digeron qe tenía la / cara yndecente se puso los calzones en la / cabeza y solo pa. comer se descubriae, y / con razon, qe ay caras qe debian yr en calzones ». Dans le coin supérieur gauche est écrit au crayon « 23 ». Le dessin préparatoire mesure 308 × 209 mm.

## Catalogue
- Numéro de catalogue G02142 de l'estampe au Musée du Prado.
- Numéro de catalogue D04239 du dessin préparatoire au Musée du Prado.
- Numéro de catalogue 51-1-10-54 au Musée Goya de Castres.